# Tivoli (Texas)
Tivoli è un census-designated place (CDP) della contea di Refugio, Texas, Stati Uniti. La popolazione era di 479 abitanti al censimento del 2010. Prende il nome dall'omonima città italiana situata nel Lazio.

## Geografia fisica
Secondo l'Ufficio del censimento degli Stati Uniti, ha una superficie totale di 1,12 mi² (2,90 km²).

## Società

### Evoluzione demografica
Secondo il censimento del 2010, la popolazione era di 479 abitanti.

### Etnie e minoranze straniere
Secondo il censimento del 2010, la composizione etnica del CDP era formata dall'82,3% di bianchi, il 2,1% di afroamericani, lo 0,2% di nativi americani, lo 0,8% di asiatici, lo 0,0% di oceanici, il 12,1% di altre razze, e il 2,5% di due o più razze. Ispanici o latinos di qualunque razza erano il 78,1% della popolazione.